# Slovenia ai Giochi della XXXII Olimpiade
La Slovenia ha partecipato ai Giochi della XXXII Olimpiade che si sono svolti a Tokyo, Giappone, dal 23 luglio all'8 agosto 2021; originariamente previsti per l'estate 2020, sono stati rimandati di un anno a causa della pandemia di COVID-19. La delegazione era composta da 53 atleti, 28 uomini e 25 donne.

## Medaglie
| Riepilogo quotidiano | Riepilogo quotidiano | Riepilogo quotidiano | Riepilogo quotidiano | Riepilogo quotidiano | Riepilogo quotidiano | Riepilogo quotidiano |
| -------------------- | -------------------- | -------------------- | -------------------- | -------------------- | -------------------- | -------------------- |
| Giorno               | Data                 |                      |                      |                      | Totale               |                      |
| 1º                   | 24                   | 0                    | 0                    | 1                    | 1                    |                      |
| 2º                   | 25                   | 0                    | 0                    | 0                    | 0                    |                      |
| 3º                   | 26                   | 1                    | 0                    | 0                    | 1                    |                      |
| 4º                   | 27                   | 0                    | 1                    | 0                    | 1                    |                      |
| 5º                   | 28                   | 1                    | 0                    | 0                    | 0                    |                      |
| 6º                   | 29                   | 0                    | 0                    | 0                    | 0                    |                      |
| 7º                   | 30                   | 0                    | 0                    | 0                    | 0                    |                      |
| 8º                   | 31                   | 0                    | 0                    | 0                    | 0                    |                      |
| 9º                   | 1                    | 0                    | 0                    | 0                    | 0                    |                      |
| 10º                  | 2                    | 0                    | 0                    | 0                    | 0                    |                      |
| 11º                  | 3                    | 0                    | 0                    | 0                    | 0                    |                      |
| 12º                  | 4                    | 0                    | 0                    | 0                    | 0                    |                      |
| 13º                  | 5                    | 0                    | 0                    | 0                    | 0                    |                      |
| 14º                  | 6                    | 1                    | 0                    | 0                    | 1                    |                      |
| 15º                  | 7                    | 0                    | 0                    | 0                    | 0                    |                      |
| 16º                  | 8                    | 0                    | 0                    | 0                    | 0                    |                      |
| Totale               | Totale               | 3                    | 1                    | 1                    | 5                    |                      |

### Medagliere per disciplina
| Sport                | Oro | Argento | Bronzo | Totale |
| -------------------- | --- | ------- | ------ | ------ |
| Ciclismo             | 1   | 0       | 1      | 2      |
| Canoa/kayak          | 1   | 0       | 0      | 1      |
| Arrampicata sportiva | 1   | 0       | 0      | 1      |
| Judo                 | 0   | 1       | 0      | 1      |
| Totale               | 3   | 1       | 1      | 5      |

### Medaglie d'oro
| Medaglia | Nome            | Sport                | Evento                         |
| -------- | --------------- | -------------------- | ------------------------------ |
| Oro      | Benjamin Savšek | Canoa/kayak          | Slalom C1 maschile             |
| Oro      | Primož Roglič   | Ciclismo             | Corsa a cronometro maschile    |
| Oro      | Janja Garnbret  | Arrampicata sportiva | Arrampicata sportiva femminile |

### Medaglie di argento
| Medaglia | Nome           | Sport | Evento          |
| -------- | -------------- | ----- | --------------- |
| Argento  | Tina Trstenjak | Judo  | 63 kg femminile |

### Medaglie di bronzo
| Medaglia | Nome          | Sport    | Evento                  |
| -------- | ------------- | -------- | ----------------------- |
| Bronzo   | Tadej Pogačar | Ciclismo | Corsa in linea maschile |

## Delegazione
| Sport                | Uomini | Donne | Totale |
| -------------------- | ------ | ----- | ------ |
| Arrampicata sportiva | 0      | 2     | 2      |
| Atletica leggera     | 2      | 5     | 7      |
| Canoa/Kayak          | 2      | 4     | 6      |
| Ciclismo             | 4      | 2     | 6      |
| Ginnastica           | 0      | 1     | 1      |
| Golf                 | 0      | 1     | 1      |
| Judo                 | 1      | 4     | 5      |
| Nuoto                | 1      | 3     | 4      |
| Pallacanestro        | 12     | 0     | 12     |
| Taekwondo            | 1      | 0     | 1      |
| Tennistavolo         | 3      | 0     | 3      |
| Tiro                 | 0      | 1     | 1      |
| Tiro con l'arco      | 1      | 0     | 1      |
| Vela                 | 1      | 2     | 3      |
| Totale               | 28     | 25    | 53     |

## Risultati

### Arrampicata sportiva
| Atleta         | Evento         | Qualificazione | Qualificazione | Qualificazione | Qualificazione | Qualificazione | Qualificazione | Qualificazione | Qualificazione | Qualificazione | Qualificazione | Finale          | Finale          | Finale          | Finale          | Finale          | Finale          | Finale          | Finale          | Finale          | Finale          | Finale          |
| Atleta         | Evento         | Speed          | Speed          | Speed          | Lead           | Lead           | Bouldering     | Bouldering     | Bouldering     | Totale         | Totale         | Speed           | Speed           | Speed           | Speed           | Lead            | Lead            | Bouldering      | Bouldering      | Bouldering      | Totale          | Totale          |
| Atleta         | Evento         | A              | B              | Pos.           | Punti          | Pos.           | Top            | Zona           | Pos.           | Punti          | Pos.           | QF              | SF              | SF              | Pos.            | Punti           | Pos.            | Top             | Zona            | Pos.            | Punti           | Pos.            |
| -------------- | -------------- | -------------- | -------------- | -------------- | -------------- | -------------- | -------------- | -------------- | -------------- | -------------- | -------------- | --------------- | --------------- | --------------- | --------------- | --------------- | --------------- | --------------- | --------------- | --------------- | --------------- | --------------- |
| Janja Garnbret | Gara femminile | 9"44           | 10"32          | 14ª            | 30             | 4ª             | 4              | 4              | 1ª             | 56             | 1ª Q           | 8"49            | 8"67            | 7"81            | 5ª              | 37+             | 1ª              | 5               | 3               | 1ª              | 5               |                 |
| Mia Krampl     | Gara femminile | 10"44          | 10"43          | 18ª            | 26+            | 7ª             | 0              | 4              | 14ª            | 1764           | 18ª            | Non qualificata | Non qualificata | Non qualificata | Non qualificata | Non qualificata | Non qualificata | Non qualificata | Non qualificata | Non qualificata | Non qualificata | Non qualificata |

### Atletica leggera
| Q | Qualificato al turno successivo per la posizione in qualificazione                                                           |
| q | Qualificato per il turno successivo per ripescaggio o, negli eventi su campo, conquistando la misura minima per qualificarsi |

Eventi su pista e strada
Maschile
| Atleta       | Evento      | Batterie  | Batterie  | Semifinali | Semifinali | Finale          | Finale          |
| Atleta       | Evento      | Risultato | Posizione | Risultato  | Posizione  | Risultato       | Posizione       |
| ------------ | ----------- | --------- | --------- | ---------- | ---------- | --------------- | --------------- |
| Luka Janežič | 400 m piani | 45"44     | 5º q      | 45"36      | 7º         | Non qualificato | Non qualificato |

Femminile
| Maja Mihalinec | 100 m piani  | 11"54   | 5ª   | Non qualificata | Non qualificata | Non qualificata | Non qualificata |                 |                 |
| Maja Mihalinec | 200 m piani  | 23"62   | 4ª   | Non qualificata | Non qualificata | Non qualificata | Non qualificata |                 |                 |
| Anita Horvat   | 400 m piani  | 52"34   | 6ª   | Non qualificata | Non qualificata | Non qualificata | Non qualificata |                 |                 |
| Klara Lukan    | 5000 m piani | DNF     | DNF  | N.D.            | N.D.            | Non qualificata | Non qualificata | Non qualificata | Non qualificata |
| Maruša Mišmaš  | 3000 m siepi | 9'23"36 | 2ª Q | N.D.            | N.D.            | 9'14"84         | 6ª              |                 |                 |

Eventi su campo
Maschile
| Atleta       | Evento           | Qualifica | Qualifica | Finale  | Finale    |
| Atleta       | Evento           | Misura    | Posizione | Misura  | Posizione |
| ------------ | ---------------- | --------- | --------- | ------- | --------- |
| Kristjan Čeh | Lancio del disco | 65,45 m   | 3º q      | 66,62 m | 5º        |

Femminile
| Atleta     | Evento           | Qualifica | Qualifica | Finale | Finale    |
| Atleta     | Evento           | Misura    | Posizione | Misura | Posizione |
| ---------- | ---------------- | --------- | --------- | ------ | --------- |
| Tina Šutej | Salto con l'asta | 4,55 m    | 1ª q      | 4,50 m | 5ª        |

### Canoa/Kayak

#### Velocità
| Q | Qualificato al turno successivo per posizione in qualificazione |
| q | Qualificato al turno successivo per ripescaggio                 |

Femminile
| Atleta                                | Evento   | Batteria | Batteria   | Quarti di finale | Quarti di finale | Semifinale | Semifinale | Finale          | Finale          |
| Atleta                                | Evento   | Tempo    | Classifica | Tempo            | Classifica       | Tempo      | Classifica | Tempo           | Classifica      |
| ------------------------------------- | -------- | -------- | ---------- | ---------------- | ---------------- | ---------- | ---------- | --------------- | --------------- |
| Anja Osterman Špela Ponomarenko Janić | K2 500 m | 1'48"509 | 4ª Q       | 1'46"29          | 1ª Q             | N.D.       | N.D.       | Non qualificate | Non qualificate |

#### Slalom
Maschile
| Atleta          | Evento | Qualificazioni | Qualificazioni | Qualificazioni | Qualificazioni | Qualificazioni | Qualificazioni | Semifinali | Semifinali | Finale          | Finale          |
| Atleta          | Evento | 1ª manche      | Pos.           | 2ª manche      | Pos.           | Migliore       | Posizione      | Tempo      | Posizione  | Tempo           | Posizione       |
| --------------- | ------ | -------------- | -------------- | -------------- | -------------- | -------------- | -------------- | ---------- | ---------- | --------------- | --------------- |
| Benjamin Savšek | C-1    | 98"82          | 1º             | 105"87         | 12º            | 98"82          | 2º Q           | 104"26     | 5º Q       | 98"25           |                 |
| Peter Kauzer    | K-1    | 93"4           | 4º             | 105"64         | 23º            | 93"04          | 11º Q          | 99"10      | 12º        | Non qualificato | Non qualificato |

Femminile
| Atleta       | Evento | Qualificazioni | Qualificazioni | Qualificazioni | Qualificazioni | Qualificazioni | Qualificazioni | Semifinali | Semifinali | Finale          | Finale          |
| Atleta       | Evento | 1ª manche      | Pos.           | 2ª manche      | Pos.           | Migliore       | Posizione      | Tempo      | Posizione  | Tempo           | Posizione       |
| ------------ | ------ | -------------- | -------------- | -------------- | -------------- | -------------- | -------------- | ---------- | ---------- | --------------- | --------------- |
| Alja Kozorog | C1     | 124"08         | 15ª            | 113"07         | 7ª             | 113"07         | 8ª Q           | 129"72     | 12ª        | Non qualificata | Non qualificata |
| Eva Terčelj  | K-1    | 115"93         | 15ª            | 109"11         | 9ª             | 109"11         | 11ª Q          | 112"48     | 24ª        | Non qualificata | Non qualificata |

### Ciclismo

#### Ciclismo su strada
Maschile
| Atleta        | Evento         | Tempo    | Posizione |
| ------------- | -------------- | -------- | --------- |
| Primož Roglič | Corsa in linea | 6h11'53" | 28º       |
| Primož Roglič | Cronometro     | 55'04"19 |           |
| Tadej Pogačar | Corsa in linea | 6h06'33" |           |
| Jan Polanc    | Corsa in linea | 6h15'38" | 43º       |
| Jan Tratnik   | Corsa in linea | 6h21'46" | 67º       |

Femminile
| Atleta        | Evento         | Tempo    | Posizione |
| ------------- | -------------- | -------- | --------- |
| Eugenia Bujak | Corsa in linea | 3h55'13" | 19ª       |

#### Mountain bike
Femminile
| Atleta       | Evento        | Tempo    | Classifica |
| ------------ | ------------- | -------- | ---------- |
| Tanja Žakelj | Cross-country | 1h24'38" | 21ª        |

### Ginnastica ritmica
| Atleta              | Evento               | Qualificazione | Qualificazione | Qualificazione | Qualificazione | Qualificazione | Qualificazione | Finale          | Finale          | Finale          | Finale          | Finale          | Finale          |
| Atleta              | Evento               | Attrezzo       | Attrezzo       | Attrezzo       | Attrezzo       | Totale         | Pos.           | Attrezzo        | Attrezzo        | Attrezzo        | Attrezzo        | Totale          | Pos.            |
| Atleta              | Evento               | Cerchio        | Palla          | Clavi          | Nastro         | Totale         | Pos.           | Cerchio         | Palla           | Clavi           | Nastro          | Totale          | Pos.            |
| ------------------- | -------------------- | -------------- | -------------- | -------------- | -------------- | -------------- | -------------- | --------------- | --------------- | --------------- | --------------- | --------------- | --------------- |
| Ekaterina Vedeneeva | Concorso individuale | 22,800         | 23,550         | 22,550         | 20,800         | 89,700         | 16ª            | Non qualificata | Non qualificata | Non qualificata | Non qualificata | Non qualificata | Non qualificata |

### Golf
| Atleta     | Torneo    | Round 1   | Round 2   | Round 3   | Round 4   | Totale    | Totale | Totale    |
| Atleta     | Torneo    | Punteggio | Punteggio | Punteggio | Punteggio | Punteggio | Par    | Posizione |
| ---------- | --------- | --------- | --------- | --------- | --------- | --------- | ------ | --------- |
| Pia Babnik | Femminile | 71        | 71        | 73        | 67        | 282       | -2     | 34ª       |

### Judo
| Atleta           | Evento           | 16-esimi             | Ottavi               | Quarti               | Semifinali           | Ripescaggio          | Finale / FB                      | Posizione       |
| Atleta           | Evento           | Avversario Punteggio | Avversario Punteggio | Avversario Punteggio | Avversario Punteggio | Avversario Punteggio | Avversario Punteggio             | Posizione       |
| ---------------- | ---------------- | -------------------- | -------------------- | -------------------- | -------------------- | -------------------- | -------------------------------- | --------------- |
| Adrian Gomboc    | 66 kg maschile   | Mungandu V 10–00     | Zantaraja V 01–00    | An B-u P 00–10       | Non qualificato      | Shmailov P 00–01     | Non qualificato                  | 7º              |
| Maruša Štangar   | 48 kg femminile  | Kang Y-j V 10–01     | Pareto P 00–10       | Non qualificata      | Non qualificata      | Non qualificata      | Non qualificata                  | Non qualificata |
| Kaja Kajzer      | 57 kg femminile  | Dorjsuren V 01–00    | Lien C-l V 10–00     | Gjakova P 00–11      | Non qualificata      | Nelson-Levy V 10–00  | Finale 3º posto Klimkait P 00–01 | 5ª              |
| Tina Trstenjak   | 63 kg femminile  | Han H-j V 01–00      | Cabaña V 10–00       | Barrios V 10–01      | Centracchio V 10–00  | Bye                  | Agbegnenou P 00–01               |                 |
| Anamari Velenšek | +78 kg femminile | Cutro-Kelly V 11–00  | Altheman P 00–10     | Non qualificata      | Non qualificata      | Non qualificata      | Non qualificata                  | Non qualificata |

### Nuoto
Maschile
| Atleta     | Evento             | Batterie | Batterie   | Semifinali | Semifinali | Finale          | Finale          |
| Atleta     | Evento             | Tempo    | Classifica | Tempo      | Classifica | Tempo           | Classifica      |
| ---------- | ------------------ | -------- | ---------- | ---------- | ---------- | --------------- | --------------- |
| Martin Bau | 400 m stile libero | 3'52"56  | 24°        | N.D.       | N.D.       | Non qualificato | Non qualificato |
| Martin Bau | 800 m stile libero | 8'04"79  | 32°        | N.D.       | N.D.       | Non qualificato | Non qualificato |

Femminile
| Atleta      | Evento              | Batterie | Batterie   | Semifinali      | Semifinali      | Finale          | Finale          |
| Atleta      | Evento              | Tempo    | Classifica | Tempo           | Classifica      | Tempo           | Classifica      |
| ----------- | ------------------- | -------- | ---------- | --------------- | --------------- | --------------- | --------------- |
| Janja Šegel | 100 m stile libero  | 54"73    | 24ª        | Non qualificata | Non qualificata | Non qualificata | Non qualificata |
| Janja Šegel | 200 m stile libero  | 1'58"38  | 17ª        | Non qualificata | Non qualificata | Non qualificata | Non qualificata |
| Katja Fain  | 400 m misti         | 4'44"66  | 24ª        | N.D.            | N.D.            | Non qualificata | Non qualificata |
| Katja Fain  | 800 m stile libero  | 8'41"13  | 26ª        | N.D.            | N.D.            | Non qualificata | Non qualificata |
| Katja Fain  | 1500 m stile libero | 16'35"92 | 30ª        | N.D.            | N.D.            | Non qualificata | Non qualificata |
| Špela Perše | 10 km               | N.D.     | N.D.       | N.D.            | N.D.            | 2h08'33"0       | 24ª             |

### Pallacanestro
| Squadra            | Torneo   | Girone               | Girone               | Girone               | Girone | Quarti               | Semifinali           | Finale / FB                        | Pos. |
| Squadra            | Torneo   | Avversario Punteggio | Avversario Punteggio | Avversario Punteggio | Pos.   | Avversario Punteggio | Avversario Punteggio | Avversario Punteggio               | Pos. |
| ------------------ | -------- | -------------------- | -------------------- | -------------------- | ------ | -------------------- | -------------------- | ---------------------------------- | ---- |
| Nazionale maschile | Maschile | Argentina V 118–100  | Giappone V 116–81    | Spagna V 95–87       | 1ª Q   | Germania V 94–70     | Francia P 89–90      | Finale 3º posto Australia P 93–107 | 4ª   |

### Taekwondo
| Atleta         | Evento          | Ottavi               | Quarti               | Semifinali           | Ripescaggio           | Finale / FB          | Pos. |
| Atleta         | Evento          | Avversario Punteggio | Avversario Punteggio | Avversario Punteggio | Avversario Punteggio  | Avversario Punteggio | Pos. |
| -------------- | --------------- | -------------------- | -------------------- | -------------------- | --------------------- | -------------------- | ---- |
| Ivan Trajkovič | +80 kg maschile | Obame V 26–5         | Larin P 3–16         | Non qualificato      | Taufatofua V 22–1 PTG | In K-d P 4–5         | 5º   |

### Tennistavolo
| Atleta                              | Evento           | Preliminari          | Round 1              | Round 2              | Round 3              | Ottavi               | Quarti               | Semifinali           | Finale               | Pos.            |
| Atleta                              | Evento           | Avversario Punteggio | Avversario Punteggio | Avversario Punteggio | Avversario Punteggio | Avversario Punteggio | Avversario Punteggio | Avversario Punteggio | Avversario Punteggio | Pos.            |
| ----------------------------------- | ---------------- | -------------------- | -------------------- | -------------------- | -------------------- | -------------------- | -------------------- | -------------------- | -------------------- | --------------- |
| Darko Jorgić                        | Singolo maschile | Bye                  | Bye                  | Robles V 4–3         | Pitchford V 4–2      | Harimoto V 4–3       | Lin Y-j P 0–4        | Non qualificato      | Non qualificato      | Non qualificato |
| Bojan Tokić                         | Singolo maschile | Bye                  | Hazin V 4–0          | Pucar V 4–0          | Calderano P 1–4      | Non qualificato      | Non qualificato      | Non qualificato      | Non qualificato      | Non qualificato |
| Darko Jorgić Deni Kozul Bojan Tokić | Squadre maschile | N.D.                 | N.D.                 | N.D.                 | N.D.                 | Corea del Sud P 1–3  | Non qualificati      | Non qualificati      | Non qualificati      | Non qualificati |

### Tiro a segno/volo
| Atleta       | Evento                                 | Qualificazione | Qualificazione | Finale          | Finale          |
| Atleta       | Evento                                 | Punteggio      | Classifica     | Punteggio       | Classifica      |
| ------------ | -------------------------------------- | -------------- | -------------- | --------------- | --------------- |
| Živa Dvoršak | Carabina 10 m aria compressa femminile | 627,2          | 11ª            | Non qualificata | Non qualificata |
| Živa Dvoršak | Carabina 50 m 3 posizioni femminile    | 1173-58x       | 7ª Q           | 406,2           | 7ª              |

### Tiro con l'arco
| Atleta        | Evento               | Classificazione | Classificazione | 32-esimi             | 16-esimi             | Ottavi               | Quarti               | Semifinali           | Finale / FB          | Pos.            |
| Atleta        | Evento               | Punteggio       | Pos.            | Avversario Punteggio | Avversario Punteggio | Avversario Punteggio | Avversario Punteggio | Avversario Punteggio | Avversario Punteggio | Pos.            |
| ------------- | -------------------- | --------------- | --------------- | -------------------- | -------------------- | -------------------- | -------------------- | -------------------- | -------------------- | --------------- |
| Žiga Ravnikar | Individuale maschile | 651             | 41º             | Nespoli P 0–6        | Non qualificato      | Non qualificato      | Non qualificato      | Non qualificato      | Non qualificato      | Non qualificato |

### Vela
| Atleta                     | Evento         | Regata | Regata | Regata | Regata | Regata | Regata | Regata | Regata | Regata | Regata | Regata | Punteggio Totale | Punteggio Netto | Classifica |
| Atleta                     | Evento         | 1      | 2      | 3      | 4      | 5      | 6      | 7      | 8      | 9      | 10     | M      | Punteggio Totale | Punteggio Netto | Classifica |
| -------------------------- | -------------- | ------ | ------ | ------ | ------ | ------ | ------ | ------ | ------ | ------ | ------ | ------ | ---------------- | --------------- | ---------- |
| Žan Luka Zelko             | Laser maschile | 8      | 23     | 29     | 17     | 31     | 36 RIT | 20     | 26     | 5      | 19     | EL     | 214              | 178             | 26º        |
| Veronika Macarol Tina Mrak | 470 femminile  | 8      | 16     | 9      | 9      | 4      | 7      | 3      | 9      | 2      | 7      | 14     | 85               | 69              | 5ª         |